# Ali Podrimja
Ali Podrimja (ur. 28 sierpnia 1942 w Djakovicy w Kosowie, zm. lipiec 2012 w Paryżu) – albański poeta i prozaik.

## Życiorys
Ukończył studia z zakresu języka i literatury albańskiej na uniwersytecie w Prisztinie. Po studiach podjął pracę w wydawnictwie Rilindja jako redaktor. Pierwsze wiersze publikował jeszcze w czasach studenckich, w czasopiśmie "Jeta e Re" (Nowe życie). Jego utwory tłumaczono na wiele języków, w tym na język polski przez Mazlluma Saneję. W 1999 został uhonorowany nagrodą im. Nikolausa Lenaua.
W lipcu 2012 wyjechał na konkurs poetycki Voix de la Méditerranée, odbywający się we francuskim Lodève i od 18 lipca nie nawiązywał kontaktu z rodziną. Jego ciało znalazła 21 lipca policja francuska.

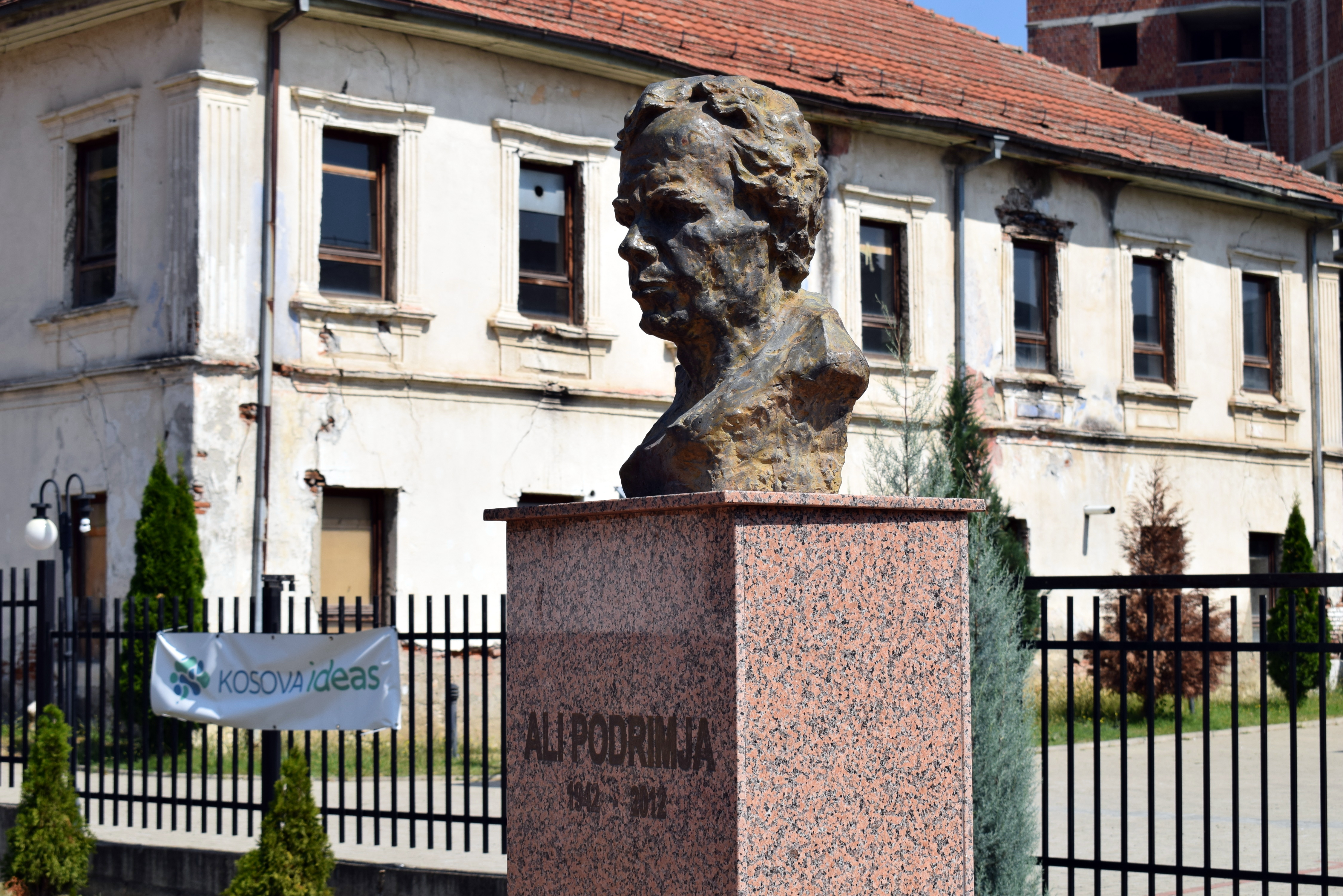
Popiersie poety w Djakowicy

W lipcu 2014 w Djakowicy odsłonięto popiersie poety, dłuta Luana Malliqiego, a jeden z placów w mieście nazwano jego imieniem. Imię Podrimji nosi także ulica w Ulcinju, szkoła w Bajram Curri, jak również jedna z albańskich nagród literackich. W piątą rocznicę śmierci ukazała się książka Dino Koubatisa Ali Podrimja - In Memoriam.

## Opublikowane tomiki wierszy
- 1961: Thirrje (Wezwanie)
- 1967: Dhimbe e bukur (Piękna choroba)
- 1969: Sampo
- 1971: Torzo (Tors)
- 1976: Credo
- 1988: Fund i gezuar (Szczęśliwy koniec)
- 1989: Zari (Kostka)
- 1993: Buzëqeshja në kafaz
- 1997: Poezi
- 1998: Burgu i hapur (Otwarte więzienie)
- 1999: Harakiri

## Tłumaczenia polskie
- Albańczyk i morze, Literatura 1990/5, s.2.
- Czarny kot. Jedno zapomniane spotkanie mnie czeka, przeł. M.Saneja, Słowo Powszechne 1987/203, s.6.
- Dla kogo piszemy ?, przeł. M. Saneja, Borussia 1997/15, s.309-312 (referat).
- Jeśli, Literatura 1990/5, s.2.
- Skradziony płomień, przeł. M. Saneja, Wyd. Pogranicze, Sejny 2007.
- Wiersze, przeł. Krzysztof Czyżewski, Krasnogruda nr 15, Sejny 2002, s.39-42.
- Żyć, przeł. M.Saneja, Wyd. Orfeu, Warszawa 1993.